# 李仁和
李 仁和（Lee In Hwa、イ・インファ、1966年1月5日 - ）は、韓国の小説家。大邱広域市出身。

## 略歴
1966年1月5日、大邱広域市に生まれる。1988年『文学と社会』に『양귀자론(梁貴子論)』を発表して文壇デビューした。1992年発表した小説『내가 누구인지 말할 수 있는 자는 누구인가(自分が誰なのか言える人は誰か)』で第1回『作家世界』文学賞を受賞した。この作品はハムレットの台詞を引用した作品で、1980年代の韓国社会を狂気の時代だと規定し、その時代に本当の自分を見つけた人はいたのかという懐疑を提起する。作品『영원한 제국(永遠の帝国)』はウンベルト・エーコの『薔薇の名前』をパロディした作品として知られており、朝鮮時代を背景にミステリーを追跡する内容で大衆的な人気を得たが、当代歴史に対する解釈の過剰と保守的な李の発言などで論争の的になった作品である。李の小説は政治性が強く、作家の歴史的・社会政治的問題意識を小説という形式を借りて説破しているとも言われている。モンゴルと関連のある『초원의 향기(草原の香り)』、『하늘꽃(空花)』のような作品も発表した。
2016年12月31日、教え子のチョン・ユラの答案を助教が代わりに書くよう指示した容疑で緊急逮捕され、2017年1月3日、裁判所から逮捕状が出されたことを受け正式に逮捕された。（一連の崔順実ゲート事件の一つ）。

## 年譜
- 1966年1月5日、大邱広域市に生まれる。[1]
- 1986年、啓明文学賞評論部門。
- 1987年、伏賢文学賞評論部門。
- 1992年、第1回作家世界文学賞授賞。
- 1995年、第3回今日の若い芸術家賞文学部門。
- 1996年、第1回韓中友好交流基金会韓中青年学術賞。
- 2000年、第24回李箱文学賞受賞。

## 代表作品
- 1992年、내가 누구인지 말할 수 있는 자는 누구인가(自分が誰なのか言える人は誰か)[5][6]
- 1993年、영원한 제국(永遠の帝国)
- 1997年、인간의 길(人間の道)
- 1998年、초원의 향기(草原の香り)
- 2002年、하늘꽃(空花)
- 2003年、디지털 스토리텔링(Digital Storytelling)
- 2004年、하비로(霞飛路)
- 2012年、지옥설계도(地獄設計図)
- 2014年、스토리텔링 진화론(Storytelling進化論)